# Ecnomina anulla
Ecnomina anulla is een schietmot uit de familie Ecnomidae. De soort komt voor in het Australaziatisch gebied.